# 齿蕊科
齿蕊科又名翼蕊木科，只有1属3种，都生长在墨西哥南部。
本科植物为灌木，有刺，单叶互生，边缘有齿，叶面光亮；花类似蔷薇，花瓣5，有柄，雄蕊顶端有齿和翼，名称由此而来；果实为蒴果。
1981年的克朗奎斯特分类法将本属列入虎耳草科，放在蔷薇目中，1998年根据基因亲缘关系分类的APG 分类法将起单独列为一个科，放在新设立的虎耳草目中，2003年经过修订的APG II 分类法认为其可以选择性地和鼠刺科合并。